# Hippodrome de Vincennes
Das Hippodrome de Vincennes ist eine Pferderennbahn  im Bois de Vincennes in Paris.
Sie wurde zunächst im Jahr 1863 erbaut. Nach der Zerstörung des Geländes während des Deutsch-Französischen Krieges wurde die Rennbahn im Jahr 1879 wiedererbaut.
Im Hippodrome de Paris-Vincennes finden jährlich über 150 Renntage mit über 1200 Rennen statt, darunter das Wintermeeting.
Das Areal wurde auch für Konzerte genutzt.

## Wichtige Rennen auf dem Hippodrome

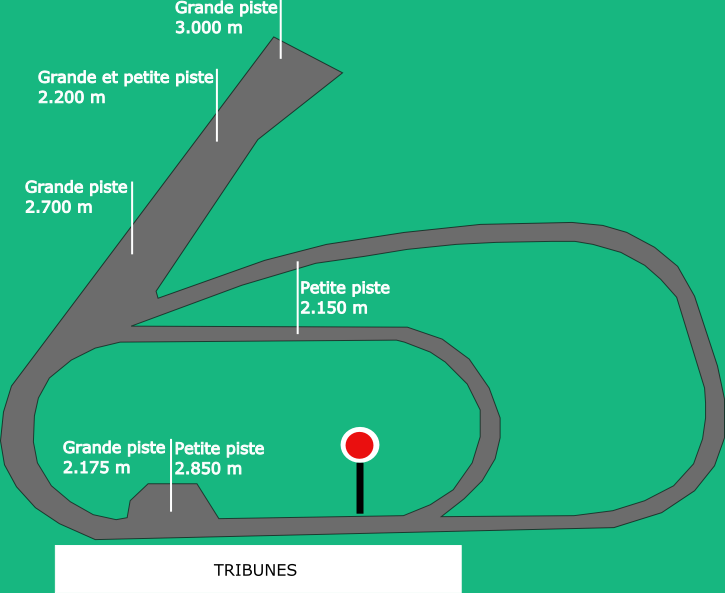
Die Strecken der Rennbahn

Es werden wichtige Trab-Gruppenrennen der Kategorien I, II und III ausgetragen.

### Rennen im Sulky
- Prix d’Amérique, internationales Gruppe-I-Rennen
- Prix de Paris
- Prix de France
- Prix de l'Étoile
- Prix René Ballière
- Prix Albert Viel
- Prix de Sélection, Gruppe I-Rennen für einheimische 4- bis 6-jährige Stuten und Hengste über 2200 m[3]
- Critérium Continental
- Critérium des 5 ans
- Critérium des 4 ans
- Critérium des 3 ans
- Critérium des Jeunes

### Rennen im Sattel (Satteltraber)
- Prix de Cornulier
- Prix de Normandie
- Prix de Vincennes
- Prix des Centaures
- Prix des Élites Gruppe I-Rennen für 3- bis 5-jährige Stuten und Hengste über 2 200 m mit 240 000 € Preisgeld, davon 108 000 € für den Sieger[4]
- Prix du Président de la République
- Prix d'Essai